# Sunshine (filme de 1999)
Sunshine (no Brasil, Sunshine - o Despertar de um Século) é um filme de 1999 escrito e produzido por István Szabó.
O filme segue três gerações de uma família judia, os Sonnenschein, do antigo Império Austro-Húngaro no começo do Século XX até o período da Revolução de 1956. O protagonista das três gerações é sempre o Ralph Fiennes, para mostrar, de certa forma, as semelhanças passadas de pai para filho.

## Elenco
- Ralph Fiennes - Ignatz Sonnenschein / Adam Sors / Ivan Sors
- Rosemary Harris - Valerie Sors
- Rachel Weisz - Greta
- Jennifer Ehle - Valerie Sonnenschein
- Deborah Kara Unger - Maj. Carole Kovács
- Molly Parker - Hannah Wippler
- John Neville - Gustave Sors
- Mark Strong - István Sors
- James Frain - Gustave Sonnenschein
- Miriam Margolyes - Rose Sonnenschein
- Bill Paterson - Ministro da Justiça
- Trevor Peacock - Camarada Gen. Kope
- William Hurt - Andor Knorr